# 印第安纳州众议院
印第安纳众议院（英語：Indiana House of Representatives）是美国印第安纳州议会的下議院，共有100名议员，每届任期2年。现任众议院議長为共和黨籍的托德·休斯顿，于2020年3月9日上任。